# 바다 새우 양식
바다 새우 양식은 바다에 서식하는 새우를 양식하는 것이다. 전통적인 새우 양식이 수 세기 동안 아시아에서 이루어지긴 했지만, 대규모의 상업적인 새우 양식은 1970년대에 시작되었고, 생산량은 특히 미국, 일본, 서유럽과 같은 시장의 요구에 맞춰 급격하게 증가되었다. 2003년에 전세계적인 양식 새우의 생산량이 1600만 톤을 넘어섰고, 미 달러로 환산하면 90억 달러에 이른다. 양식 새우의 75%는 아시아, 특히 중국과 태국에서 생산되며 나머지는 주로 라틴아메리카, 특히 브라질, 에콰도르, 멕시코에서 생산된다. 최대 수출국은 태국이다.
동남아시아에서 새우 양식은 전통적인 소규모의 사업에서 국제적 사업으로 탈바꿈했다. 기술적인 진보가 이루어져 새우를 아주 빽빽하게 기를 수 있게 되었고, 친어는 전 세계로 선적된다. 거의 모든 양식 새우는 보리새우과에 속하며, 흰다리새우와 블랙타이거새우의 단 두 종이 모든 양식 새우의 80%를 차지한다. 이러한 산업적인 단일양식은 질병에 굉장히 취약하여, 어떤 지역에서 양식 새우가 절멸하는 사례가 몇 번 있었다. 증가하는 생태학적 문제, 질병의 유행의 반복, NGO와 소비국으로부터의 압박과 비판으로 인해 1990년대 후반에 업계가 변화되었고 일반적으로 정부의 규제가 강화되었다. 1999년에 정부 조직, 산업 대표자, 환경 조직이 참여하여 좀 더 지속 가능한 농업을 개발하고 촉진하기 위한 프로그램이 시작되었다.

## 역사와 지리
새우는 수 세기 동안 동남아시아와 중국에서 전통적인 저밀도 방식을 사용하여 양식되었다. 인도네시아에서는 15세기부터 탐박이라 불리는 기수 연못을 사용하였다. 그들은 작은 규모의 연못을 사용해 단일한 품종으로 양식하거나 밀크피쉬와 같은 다른 종들과 복합양식했고, 벼가 자랄 수 없는 건기에 논을 양식장으로 활용하는 식으로 벼와 새우를 번갈아가며 길렀다. 이런 경작은 보통 해안가, 강둑에서 이루어졌다. 맹그로브 지역이 자연적으로 새우가 풍부해 양식업자들에게 선호되었다. 야생 새우 유생은 연못에 갇혀 수확하기 적절한 크기에 도달할 때까지 자연적으로 발생하는 유기체를 먹고 자랐다.
산업적인 새우 양식의 시초는 일본인 농업인들이 최초로 보리새우를 부화시켜 양식한 1930년대로 거슬러 올라간다. 1960년대까지 일본에서 소규모의 산업이 발달하였다. 상업적인 새우 양식은 1960년대 후반부터 1970년대 초반에 빠르게 성장하기 시작했다. 기술적인 진보는 좀 더 빽빽한 양식을 가능하게 했고, 늘어나는 시장의 수요는 전 세계의 열대, 아열대 지역에 새우 양식장을 확산시켰다. 1980년대 초반의 불안해진 야생 개체의 채집량을 동반한 증가하는 소비자들의 수요는 미친 듯이 성장하는 산업을 만들어냈다. 타이완은 일찍 양식을 시작했으며 1980년대에는 주요 생산국이 되었다. 하지만 1988년부터 형편없는 관리와 질병으로 인해 생산량이 급감하였다. 태국에서는 1985년부터 대규모의 생산이 급격하게 증가하였다. 남아메리카에서는 에콰도르가 새우 양식을 처음으로 시작했으며, 1978년부터 생산량이 극적으로 늘어났다. 브라질은 1974년부터 새우 양식에 적극적이었지만, 1990년대에 그제서야 거래가 폭증했으며 이후 몇 년 안에 주요 생산국이 되었다. 오늘날 50개가 넘는 나라에서 바다 새우를 양식한다.

## 양식 방법
새우양식이 야생 어업의 공급량을 초월하는 수요를 만족시키기 위해 등장했을 때, 오래된 지속 가능한 농업 방식은 세계의 시장을 지탱하기 위해 더욱 생산적인 방식으로 급격하게 대체되었다. 산업적인 양식은 처음에는 낮은 밀도를 벌충하기 위해 웅덩이의 크기를 늘리는, '조방형' 양식이라고 불리는 전통 방식을 따랐다. 몇 헥타르 정도의 작은 웅덩이 대신 100 헥타르 (1.0 km2) 에 이르는 큰 웅덩이들이 쓰였고 어떤 지역에서는 넓은 맹그로브 지대가 제거되었다. 기술적인 진보는 같은 넓이에서 생산량을 증가시키는 좀 더 집약적인 양식을 가능하게 했고, 예전처럼 드넓은 지역을 양식장으로 바꿀 필요성이 줄어들었다. 새우가 인공 사료를 섭취하며 웅덩이가 적극적으로 관리되는 반집약적, 집약적 양식장이 등장했다. 일반적으로 새로운 양식장은 반집약적 형태이다.
1980년 중반까지 대부분의 양식장은 야생의 후기유생을 양식했으며, 보통 현지에서 잡았다. 후기유생 어획은 많은 나라에서 중요한 경제 부문이 되었다. 이후 업계는 어장의 고갈에 대응하고 유생을 꾸준히 공급하기 위해 부화장에서 새우를 기르기 시작했다.

### 생애 주기

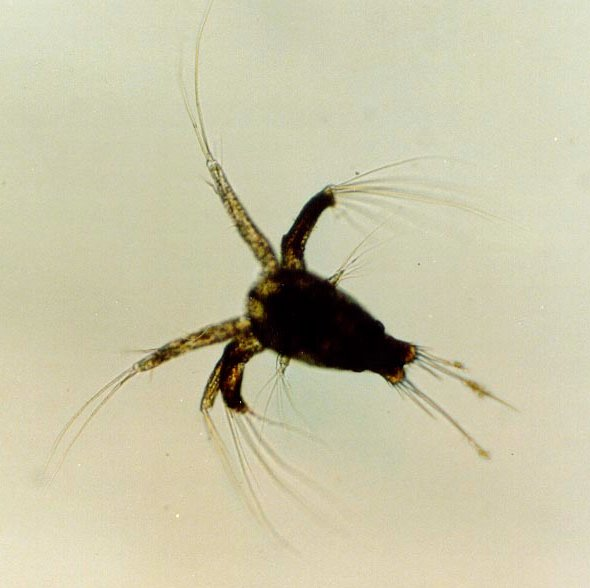
새우의 노플리우스

바다 새우는 해양 서식지와 유사한 환경에서만 성숙되며 산란한다. 암컷은 10~50만 개의 알을 낳고, 알들은 하루가 지나면 작은 노플리우스가 된다. 이 노플리우스들은 몸 속의 난황을 섭취하며, 이후 조에아로 변태한다. 이 두 번째 유충 단계에 있는 새우들은 야생의 조류를 섭취하며, 며칠 후 다시 변태하여 마이시스 유생이 된다. 이 단계에서 새우의 형태로 변화하며, 조류와 동물성 플랑크톤을 섭취한다. 마이시스는 사나흘 후에 마지막으로 변태하여, 성체의 특징을 가지는 후기유생이 된다. 전체 과정은 부화 후 12일 정도가 소요된다. 야생에서는 후기유생은 영양이 풍부하고 염도가 낮은 하구로 이동하며, 완전히 성숙되면 다시 바다로 돌아온다.

### 공급망
새우 양식장에서는 생애 주기는 통제된 환경 아래에서 돌아간다. 굳이 이렇게 하는 이유는 좀 더 집약적인 양식, 좀 더 균일한 크기의 새우를 생산하기 위한 고도의 크기 조절, 포식으로 인한 손실의 방지도 있지만 환경을 조절하여 (특히 온실을 사용하여 온도를 온화하게 조절하는 경우) 성장과 성숙을 가속화하기 위함이기도 하다. 양식장에는 세 단계가 있다:
- Hatcheries 부화장은 새우를 번식시키고 노플리우스나 후기유생을 생산하여 새우 양식장으로 판매한다. 대규모의 새우 양식장은 독자적인 부화장을 갖추며 노플리우스나 후기유생을 현지의 작은 양식장에 판매한다.
- Nurseries 유생 양육장은 후기유생을 성장시키며 출하 양식장의 해양 환경에 익숙해지도록 한다.
- grow-out ponds 출하 양식장에서 새우는 3~6개월 사이에 판매 가능한 크기로 성장한다.

대부분의 농장은 한 해에 한두 번 생산한다. 열대지방에서는 세 번도 가능하다. 바다 새우 양식장은 염수를 공급하기 위해 해변이나 그 근처에 위치한다. 어떤 지역에서는 내륙에서도 새우 양식장이 시도되지만, 염수의 공수와 농민과의 토지 경쟁이 문제를 불러일으킨다. 태국은 1999년에 내륙 새우 양식장을 금지했다.

#### 부화장

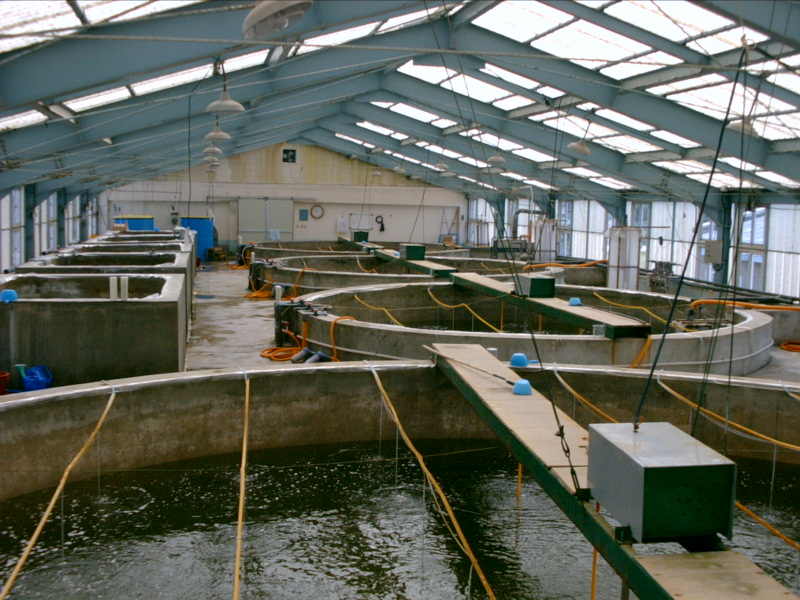
새우 부화장의 탱크

소규모의 부화장은 동남아시아 도처에 아주 많이 널려 있다. 이러한 부화장은 가족이 경영하며 낮은 수준의 기술을 사용하여 보통 10톤을 넘지 않는 작은 수조를 사용하고 대개 사육 밀도가 낮다. 소규모의 부화장은 질병에 취약하지만, 규모가 작기 때문에 보통 질병을 몰아낸 이후 재빨리 다시 생산을 시작할 수 있다. 생존율은 0%와 90% 사이의 어딘가이며, 비율은 질병의 종류, 날씨, 관리자의 경험과 같은 다양한 요인에 영향을 받는다.
녹조 부화장은 좀 더 큰 탱크를 사용한, 사육 밀도가 낮은 중간 규모의 부화장이다. 새우의 유생들을 먹이기 위해 탱크 안에 녹조가 첨가된다. 생존율은 40% 정도다
기법이 발명된 텍사스의 갤버스턴이라는 곳의 이름을 딴 갤버스턴 부화장은 내부 환경이 외부와 단절되어 정밀하게 조정되는 대규모의 산업적 부화장이다. 15톤에서 30톤에 이르는 큰 수조에서 빽빽하게 새우를 기르는데, 생존율은 0%에서 80% 사이이지만 보통 50% 정도이다.
부화장 안의 자라나는 새우들은 조류나 나중에는 알테미아의 유생을 먹이며, 특히 산업 규모의 부화장의 경우 인공적인 먹이를 첨가하기도 한다. 새우가 어느 정도 자라면 크릴과 같은 신선한, 또는 동결건조된 동물성 단백질을 포함시킨다. 알테미아 유생한테 먹이는 영양분과 항생제와 같은 약제는 알테미아를 먹은 새우의 몸속에 쌓인다.

#### 유생 양육장

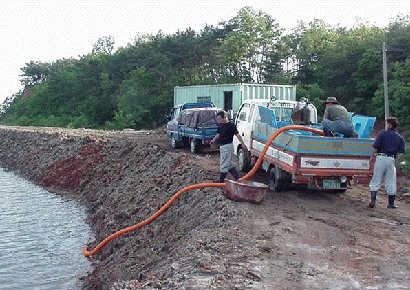
후기유생을 트럭의 탱크에서 출하웅덩이로 옮기고 있는 양식업자들

많은 양식장들이 유생 양육장을 두어, 후기유생들이 개별적인 웅덩이, 탱크, 수로형 양식장에서 3주 동안 아성체로 자라게 된다.
일반적인 유생 양식장에서는 입방미터 당 150에서 200마리 정도의 새우가 있다. 새우들은 출하 양식장으로 옮겨지기 전에 최대 3주가량 고단백질 식단을 해치운다. 그 시기가 되면 새우들은 1~2그램 정도 나간다. 물의 염도는 점진적으로 출하 양식장의 염도에 맞추어진다.
미국의 양식업자들은 후기유생을 "PLs"로 나타내며, 뒤에 날짜를 붙인다. (PL-1, PL-2, 등등.) 아가미가 갈라지면 출하 양식장으로 이동할 수 있는데, PL-13에서 PL-17 사이에, 부화한 후 25일 정도 후에 발생한다. 반드시 유생기에 따로 양식할 필요가 있는 것은 아니지만, 사료를 좀 더 유용하게 사용하고, 크기를 좀 더 단일하게 만들어내며, 기반시설을 좀 더 유용하게 사용할 수 있고, 수확량을 증가시키기 위해 통제된 환경에서 양식할 수 있어서 많은 양식장이 유생 양육장을 선호한다.. 유생 양육장의 주된 문제는 몇몇 후기유생이 출하 양식장으로 이동하던 중 죽는다는 것이다.
어떤 양식장에서는 유생 양육장을 사용하지 않고, 새우들이 적응 탱크에서 적절한 온도와 염도에 적응하는대로 출하 양식장에 투입한다. 며칠 동안의 단계를 거쳐, 적응 탱크의 물은 출하 양식장의 물과 점진적으로 비슷하게 변한다. 새우의 밀도는 후기 유생의 경우 리터 당 500마리 이상, PL-15와 같은 좀 더 큰 새우의 경우는 리터 당 50마리 이상이 되지 않도록 해야 한다.

#### 출하기
새우는 출하 단계에서 성체로 성장한다. 후기유생은 판매할 수 있는 크기로 자랄 때까지 웅덩이에서 먹고 자라는데, 이는 3~6 개월이 소모된다. 그물을 사용하거나 웅덩이의 물을 빼서 새우를 수확한다. 웅덩이의 크기와 기술적인 기반 시설의 수준은 다양하다.
전통적인 저밀도 방식을 사용하는 조방형 양식장은 어김없이 해안가에, 특히 맹그로브 영역에 위치한다. 웅덩이의 넓이는 좁게는 서너 헥타르에서, 넓게는 100 헥타르에 이른다. 새우는 입방미터 당 두세 마리, 또는 헥타르 당 25,000 마리 정도의 낮은 밀도로 양식된다. 조수는 어느 정도 물을 교환해주며, 새우는 자연적으로 발생하는 유기체를 먹고 자란다. 어떤 지역에서는 농부는 그냥 갑문을 개방해 야생의 유생을 포획하여 새우를 양식하기도 한다. 이러한 방식은 땅값이 낮은 가난하거나 개발이 덜 된 나라에서 유리하며, 해마다 헥타르 당 50~500 킬로그램의 새우를 수확한다 (머리를 떼지 않았을 때 기준). 생산 단가는 생새우 1키로 당 1~3 달러 정도로 낮으며, 그렇게 노동집약적이지 않고 진보된 기술이 필요하지 않다.
반집약형 양식장은 물갈이를 조수에 의존하지 않으며 펌프를 사용하고 웅덩이를 물갈이에 유리하게 설계한다. 그래서 웅덩이를 만조 수위보다 높은 고도에 지을 수 있다. 웅덩이의 크기는 2에서 30 헥타르 정도다. 사육 밀도는 입방미터 당 10에서 30 마리, 헥타르 당 만에서 삼만 마리에 이른다. 이러한 밀도에서는 산업적으로 생산한 인공사료를 급여하고, 자연적으로 발생하는 유기체의 성장을 증폭시키기 위해 영양제를 뿌려줄 필요가 있다. 한 해에 헥타르 당 500에서 5000 킬로그램의 새우를 수확하며, 생새우의 생산단가는 2-6달러 정도 된다. 사육밀도가 입방미터 당 15마리 이상일 경우, 산소 결핍을 방지하기 위해 에어레이션이 필요하다. 생산성은 수온에 따라 달라지기 때문에, 어떤 계절에는 좀 더 큰 새우가 생산된다.
집약형 새우 양식장은 더더욱 작은 크기의 (0.1–1.5 헥타르 or 0.25–3.71 에이커) 웅덩이를 사용하며 사육 밀도 또한 더더욱 올라간다. 웅덩이는 집중적으로 관리된다. 웅덩이에는 산소가 공급되며, 노폐물을 제거하고 수질을 유지하기 위해 물갈이도 적극적으로 이루어지고, 새우는 특별하게 배합된, 전형적으로 규격화된 펠렛 형태의 식단을 섭취한다. 이러한 양식장은 연간 헥타르 당 5,000에서 20,000 키로그램을 생산한다. 소수의 초집약적인 농장은 헥타르 당 100,000 킬로그램까지도 생산할 수 있다. 이러한 양식장은 기술적으로 진보된 기반시설과, 수질과 다른 상태를 지속적으로 점검하기 위해 고도로 훈련된 전문가들을 필요로 한다. 생새우의 생산단가는 킬로그램 당 4-8 달러에 이른다.
새우양식장의 생산 특성에 대한 평가는 다양하다. 대부분의 연구는 전세계의 모든 새우양식장의 55-60%는 조방적인 양식장이고, 25-30%는 반집약적이고, 나머지가 집약적인 양식장이라는 것에 동의한다. 하지만 지역적인 다양성은 크며, Tacon은 연구에 따라 개별 국가들의 비율에 큰 차이가 있다고 보고하였다.

### 동물 복지
안병 절제는 갑각류의 눈자루를 한 쪽이나 양 쪽을 절제하는 것이다. 연구용이건 상업용이건 전 세계의 거의 모든 바다 새우 성숙, 번식 시설에서 암컷 새우의 눈자루를 일상적으로 절제한다. 눈자루가 절제된 암컷 새우는 난소를 발달시키고 포란하게 된다.
암컷들은 갇힌 상태에서 난소의 발달이 억제되는 경향이 있다. 새우들이 갇힌 상태에서 난소를 발달시켜 포란할 수 있더라도, 눈자루를 절제하면 번식에 참여하는 암컷의 비율과 전체적인 산란량이 증가한다. 암컷의 눈자루가 절제되면, 대개 짧게는 3일에서 10일 사이에 난소가 완전히 발달된다.

### 급식
조방 양식장이 주로 웅덩이의 자연적인 생산성에 의존하는 반면, 좀 더 집약적으로 관리되는 양식장은 인공 사료에만 의존하거나, 자연적으로 발생하는 유기체에 인공 사료를 곁들일 수 있다. 웅덩이의 먹이사슬은 식물성 플랑크톤의 성장에 기반하여 생겨난다. 영양제와 미네랄 보충제가 플랑크톤의 성장을 자극하여 새우의 성장을 가속화하는 데 사용된다. 낭비되는 인공사료와 새우의 배설물은 웅덩이의 부영양화를 야기할 수 있다.
인공사료는 특별히 규격화되고 과립화된, 급격하게 분해되는 펠렛의 형태로 만들어진다. 사료는 새우가 먹기 전에 대부분 분해되어 70%까지 낭비된다. 사료는 하루에 두 번에서 다섯 번 정도 급여한다. 물가나 보트 위에서 수작업으로, 아니면 웅덩이 전체에 분포한 기계 급여기로 급여할 수 있다. 업계에서는 현대적인 양식장에서는, 킬로그램 등의 어떤 단위 만큼의 새우를 생산하기 위해 필요한 사료의 양을 의미하는 사료전환율(FCR)이 1.2-2.0 정도라고 주장하지만, 이것은 언제나 실제에 적용되지 않는 최적의 수치이다. 양식장에서 이윤을 뽑아내기 위해선 사료전환율을 2.5 이하로 맞출 필요가 있다. 웅덩이의 환경의 최적화가 모자란 오래된 양식장에서는 비율이 어렵지 않게 4:1을 넘어갈 수 있다. 낮은 FCR은 양식장에 더 높은 이윤을 가져다준다.

## 양식종

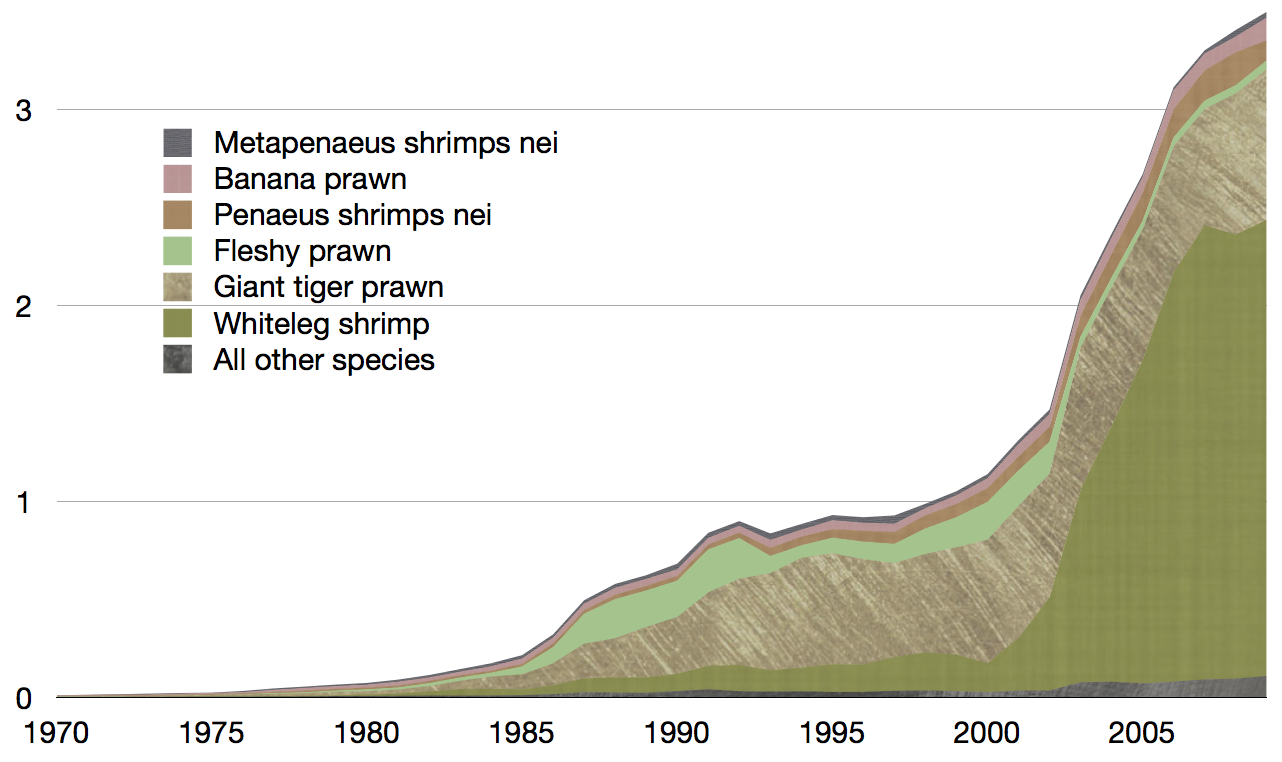
FAO가 보고한 1970~2009년의, 백만 톤 단위의 새우 양식의 규모

새우의 종류는 다양하지만 하나같이 보리새우과에, Penaeus속에 속한 몇몇 큰 새우들만이 실제로 양식된다. 대부분의 종돌은 양식에 적합하지 않다. 이윤을 남기기에 너무 적거나, 밀도가 높아지면 성장을 멈추거나, 잘병에 너무 취약하다 시장을 장악한 두 종은 다음과 같다:
- 흰다리새우 (Litopenaeus vannamei )는 서양권 국가들에서 주로 양식되는 종이다. 멕시코에서 페루에 이르는 태평양 해안에 서식하며, 23 센티미터까지 성장할 수 있다. 라틴아메리카에서 95%를 생산한다. 기르기 쉽지만 타우라바이러스에 취약하다.
- 블랙타이거 (P. monodon)는 인도양과 태평양의 일본에서 호주에 이르는 영역에 서식한다. 양식되는 새우 중 제일 크며 36 센티미터까지 자랄 수 있고 아시아에서 양식된다. 백점병에 취약하며 기르기 까다로워서 2001년부터 흰다리새우로 조금씩 대체되고 있다.

오늘날 이 두 종의 새우가 전 세계의 양식 새우 생산량의 80%를 차지한다. 다른 양식종들은 다음과 같다:

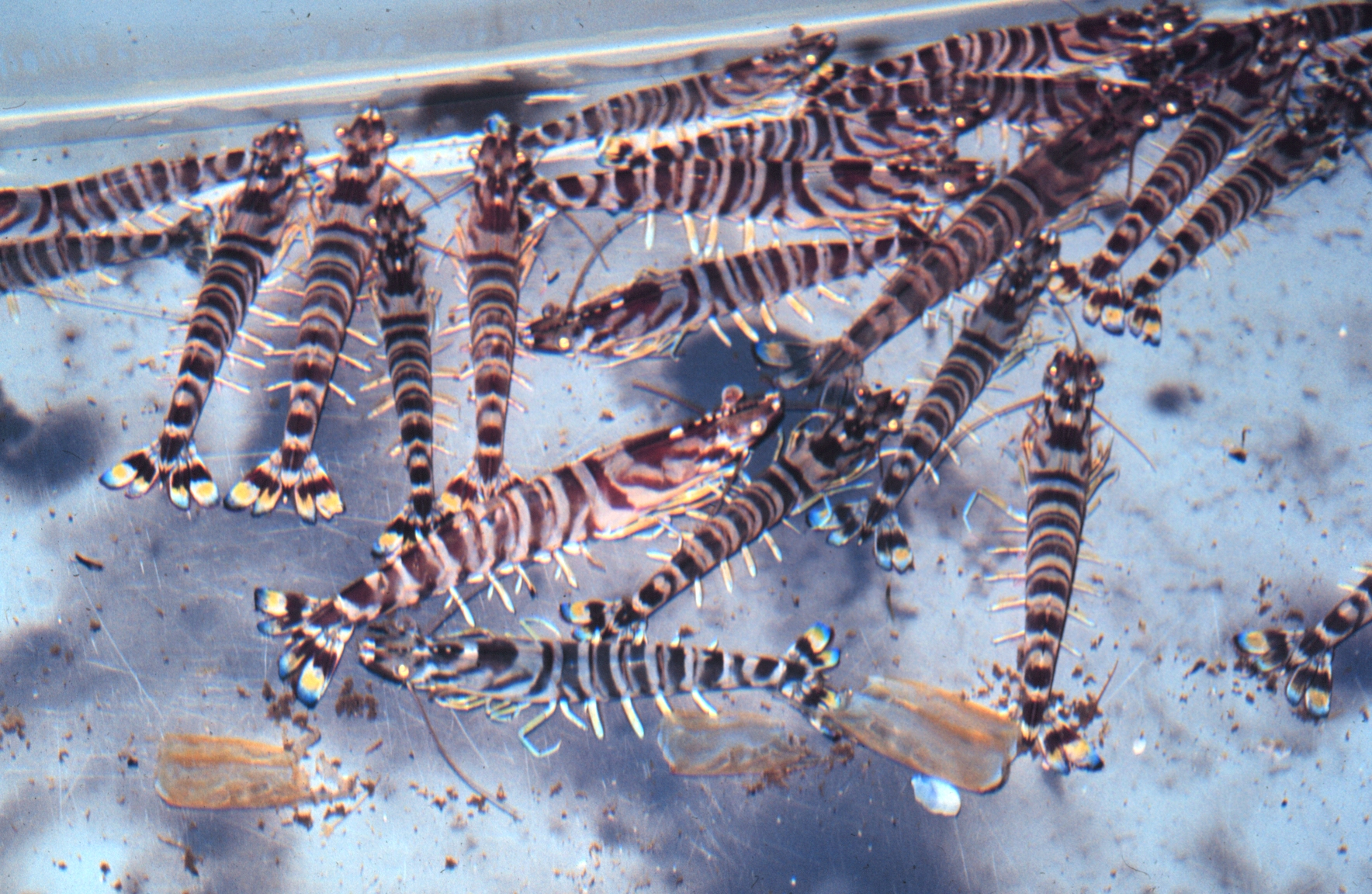
태국의 양식 관찰 탱크 안에 들어있는 보리새우

- 서방청새우 (P. stylirostris)는 1980년대 후반에 IHHN 바이러스가 유행하여 새우가 거의 절멸하기 전까지 서반구의 양식 업계에서 인기가 있었다. 몇몇 개체들이 살아남아 바이러스에 대한 저항성을 가지게 되었다. 이 새우 중 몇몇이 타우라바이러스에도 저항성이 있다는 것이 밝혀졌을 때, 어떤 양식장들이 1997년부터 이 새우를 다시 양식하기 시작했다.
- 대하 (P. chinensis)는 중국의 해안과 한국의 서쪽 해안에 서식하며 중국에서 양식된다. 다 자라봐야 18 센치미터에 불과하지만, 섭씨 16도에 이르는 찬 물에서도 버틸 수 있다. 한 때는 전 세계에서 인기 있는 새우 중 하나였지만, 1993년에 질병으로 거의 모든 새우가 절멸한 이후로부터 거의 중국 내에서만 소비되고 있다.
- 보리새우 (P. japonicus)는 주로 일본과 대만에서 양식되지만, 호주에서도 양식된다. 일본에서만 소비되는데, 살아있는 보리새우의 가격은 키로그램 당 220 달러에까지 이른다.
- 인도흰새우(P. indicus)는 인도양의 해안가에서 서식하며 인도, 이란, 중동, 아프리카의 해안가에서 널리 번식한다.
- 바나나새우 (P. merguiensis)는 인도양에서 서식하는 또다른 양식종이며, 서식 범위는 구체적으로 오만에서 인도네시아와 호주에 이른다. 높은 밀도에서도 성장할 수 있다.

Penaeus 속의 몇몇 다른 종도 소규모로 길러진다. 젓새우나 중하속과 같은 다른 새우들도 양식될 수 있지만, 이것들의 양식 생산량은 연간 25,000 톤에 불과하여, 보리새우과와 비교했을 때 규모가 아주 작다.

## 질병
이 세상에는 새우에게 치명적인 다양한 바이러스성 전염병이 존재한다. 새우를 빽빽하게 사육하는 단일양식장의 경우 이러한 바이러스가 급격하게 퍼져나가 모든 새우를 죽일 수 있다. 이러한 바이러스는 대부분 물 자체를 벡터삼아 전파되기 때문에, 어떠한 바이러스라도 야생의 새우를 대량으로 죽일 수 있다.
노랑머리병은 태국에서 '후아 릉'이라 불리며, 동남아시아에서 블랙타이거새우를 감염시킨다. 1990년에 태국에서 최초로 보고되었다. 이 질병은 감염성이 높으며 2~4일 안에 대량 폐사를 초래할 수 있다. 감염된 새우는 먹이활동을 비정상적으로 활발히 하다 급격하게 줄어들며 두흉부가 노란 색을 띄고, 이후 빈사 상태의 새우들은 죽기 전에 수면 가까이에 모인다.
조기치사증후군 (EMS) 은 장염비브리오균과 연관이 있으며 세계적으로 널리 양식되는 블랙타이거새우와 흰다리새우를 감염시킨다. 이 박테리아는 사람에 감염되어도 식중독으로 끝나지만, 양식업자의 경제 사정에는 재앙을 초래할 수 있다. 박테리아는 따듯하고 염분이 높은 대양의 해수에서 좀 더 잘 확산된다.
백점병은 특정한 속에 속한 바이러스들에 의해 발병한다. 1993년에 일본의 젓새우 양식장에서 최초로 발병이 보고되었으며, 아시아와, 이후 아메리카에 퍼져나갔다. 숙주가 다양하며 사망률이 높아, 하루 안에 모든 개체를 죽일 수도 있다. 증상은 갑각의 흰점과 붉은 간췌장 등이 있다. 감염된 새우는 죽기 전에 무기력해진다.
타우라증후군은 1992년에 에콰도르의 타우라 강의 새우 양식장에서 최초로 보고되었다. 제일 일반적으로 양식되는 새우 중 하나인 흰다리새우를 감염시킨다. 질병은 주로 감염된 생물과 친어의 수출을 통해 급격하게 퍼진다. 원래 아메리카 대륙에서만 존재했지만 흰다리새우가 아시아로 수입되면서 아시아에도 퍼졌다. 근처의 양식장에 질병을 퍼뜨리는 경로로 새가 지목되었다.
전염성피하및조혈기괴사증 (IHHN) 은 서방청새우에 대해 90%의 치사율로 대량 폐사를 초래할 수 있으며 흰다리새우에 심각한 기형을 초래한다. 태평양의 야생, 양식 새우에서 발병하지만, 아메리카 대륙의 대서양 해안의 야생 새우는 발병하지 않는다.
또한 새우에게 치명적인 수많은 박테리아 질병이 있다. 제일 흔한 것은 비브리오속의 종들이 일으키는 비브리오증이다. 새우는 쇠약해지고 방향성을 잃으며, 갑각에 상처를 입을 수 있다. 사망률은 70%를 넘을 수 있다. 또다른 박테리아 질병은 간췌장괴사염 (NHP) 이 있다. 외골격의 연화와 악취 등의 증상이 있다. 이러한 박테리아 감염의 대부분은 사육 밀도가 지나치게 빽빽한 웅덩이, 고온, 수질 저하, 박테리아가 늘어나기 쉬운 요소와 같은 악조건과 밀접한 관련이 있으며 항생제를 이용해 치료한다. 수입국들은 다양한 항생제를 함유한 새우의 수입을 반복적으로 금지해왔다. 이러한 항생제 중 하나로는 1994년부터 유럽 연합이 금지한 클로람페니콜이 있지만, 여전히 문제가 제기되고 있다.
이러한 사망률이 높은 질병들은 수조가 감염되면 한 해 전체의 수입을 날려먹을 수 있는 양식업자들에게 굉장히 생생한 위협으로 다가온다. 대부분의 질병이 아직 효과적으로 다뤄지지 못하기 때문에, 업계의 노력은 질병의 발생을 조기에 진압하는 것에 초점이 맞춰져 있다. 능동적인 수질 관리는 질병이 퍼지기 쉬운 상태를 방지하는 데 도움을 주며, 야생 유생을 사용하는 대신 고립된 환경에서 길러졌으며 질병을 옮기지 않는다는 것이 보장된 무특이병원체 친어가 점점 널리 사용되고 있다. 질병이 양식장의 건강한 개체들에게 퍼지는 것을 막기 위해, 토양과의 접촉을 방지하기 위해 웅덩이를 플라스틱으로 감싸고 웅덩이의 물갈이를 최소화하는 것과 같은 방식을 동원해, 반집약적인 양식장의 웅덩이의 환경을 좀 더 세세하게 통제하는 경향이 생겨났다.

## 경제
2005년에 전 세계의 양식 새우 생산량은 250만 톤에 달했다. 이는 양식과 야생 개체의 포획을 포함한 그 해의 총 새우 생산량의 42% 정도이다. 제일 큰 단일 시장은 미국이며, 2003년부터 2009년까지 해마다 50~60만톤을 수입하였다. 일본은 해마다 20만톤을 수입하였고, 유럽 연합은 50만 톤의 열대 새우를 수입했으며 그 중에서 프랑스와 스페인이 제일 많이 수입했다. EU는 냉수에 서식하는 자연산 새우의 주요 수입국이며, 주로 곰새우와, 북쪽분홍새우 등의 도화새우속을 수입한다. 2006년에는 이러한 수입이 따로 이십만 톤을 차지했다.
수입가는 넓게 요동친다. 2003년에는 미국에서 새우 1 킬로그램이 8.80 미 달러에 판매되었고, 일본의 8.00 달러보다 조금 높았다. EU의 평균 수입가는 킬로그램 당 5.00 미 달러에 불과했다. 이러한 낮은 가격은 EU가 따뜻한 물에 서식하는 양식 새우보다 훨씬 작은, 차가운 물에 서식하는 자연산 새우를 더 많이 수입하여 더 낮은 가격대를 형성하기 때문이다. 게다가 지중해 지역은 30% 이상 무게가 많이 나가지만 단가가 더 싼, 머리가 달린 새우를 더 선호한다.
전 세계의 양식 새우 생산량의 75%는 아시아에서 생산된다. 중국과 태국이 선도하며 베트남, 인도네시아, 인도가 그 뒤를 바짝 따른다. 나머지 25%는 서반구의 브라질, 에콰도르, 멕시코와 같은 남아메리카국가들이 장악한다. 수출량만 보면 태국이 시장의 30%를 점유하는 압도적인 선도 국가이며 중국, 인도네시아, 인도가 각각 10%를 차지한다. 다른 주요 수출국으로는 베트남, 방글라데시, 에콰도르가 있다. 태국은 생산량을 거의 전량 수출하는 반면, 중국은 대부분의 생산량을 자국에서 소비한다. 다른 주요 수출국 중 자국 시장이 큰 나라는 멕시코가 전부다.
| 지역 | 국가           | 주요 생산국들의 바다 새우 연간 양식량 (×1,000 톤, 반올림) | 주요 생산국들의 바다 새우 연간 양식량 (×1,000 톤, 반올림) | 주요 생산국들의 바다 새우 연간 양식량 (×1,000 톤, 반올림) | 주요 생산국들의 바다 새우 연간 양식량 (×1,000 톤, 반올림) | 주요 생산국들의 바다 새우 연간 양식량 (×1,000 톤, 반올림) | 주요 생산국들의 바다 새우 연간 양식량 (×1,000 톤, 반올림) | 주요 생산국들의 바다 새우 연간 양식량 (×1,000 톤, 반올림) | 주요 생산국들의 바다 새우 연간 양식량 (×1,000 톤, 반올림) | 주요 생산국들의 바다 새우 연간 양식량 (×1,000 톤, 반올림) | 주요 생산국들의 바다 새우 연간 양식량 (×1,000 톤, 반올림) | 주요 생산국들의 바다 새우 연간 양식량 (×1,000 톤, 반올림) | 주요 생산국들의 바다 새우 연간 양식량 (×1,000 톤, 반올림) | 주요 생산국들의 바다 새우 연간 양식량 (×1,000 톤, 반올림) | 주요 생산국들의 바다 새우 연간 양식량 (×1,000 톤, 반올림) | 주요 생산국들의 바다 새우 연간 양식량 (×1,000 톤, 반올림) | 주요 생산국들의 바다 새우 연간 양식량 (×1,000 톤, 반올림) | 주요 생산국들의 바다 새우 연간 양식량 (×1,000 톤, 반올림) | 주요 생산국들의 바다 새우 연간 양식량 (×1,000 톤, 반올림) | 주요 생산국들의 바다 새우 연간 양식량 (×1,000 톤, 반올림) | 주요 생산국들의 바다 새우 연간 양식량 (×1,000 톤, 반올림) | 주요 생산국들의 바다 새우 연간 양식량 (×1,000 톤, 반올림) | 주요 생산국들의 바다 새우 연간 양식량 (×1,000 톤, 반올림) | 주요 생산국들의 바다 새우 연간 양식량 (×1,000 톤, 반올림) | 주요 생산국들의 바다 새우 연간 양식량 (×1,000 톤, 반올림) | 주요 생산국들의 바다 새우 연간 양식량 (×1,000 톤, 반올림) |
| 지역 | 국가           | 1985                                                      | 86                                                        | 87                                                        | 88                                                        | 89                                                        | 1990                                                      | 91                                                        | 92                                                        | 93                                                        | 94                                                        | 95                                                        | 96                                                        | 97                                                        | 98                                                        | 99                                                        | 2000                                                      | 01                                                        | 02                                                        | 03                                                        | 04                                                        | 05                                                        | 06                                                        | 07                                                        | 08                                                        | 09                                                        |
| --- | -------------- | --------------------------------------------------------- | --------------------------------------------------------- | --------------------------------------------------------- | --------------------------------------------------------- | --------------------------------------------------------- | --------------------------------------------------------- | --------------------------------------------------------- | --------------------------------------------------------- | --------------------------------------------------------- | --------------------------------------------------------- | --------------------------------------------------------- | --------------------------------------------------------- | --------------------------------------------------------- | --------------------------------------------------------- | --------------------------------------------------------- | --------------------------------------------------------- | --------------------------------------------------------- | --------------------------------------------------------- | --------------------------------------------------------- | --------------------------------------------------------- | --------------------------------------------------------- | --------------------------------------------------------- | --------------------------------------------------------- | --------------------------------------------------------- | --------------------------------------------------------- |
| 아시아 | 중국           | 40                                                        | 83                                                        | 153                                                       | 199                                                       | 186                                                       | 185                                                       | 220                                                       | 207                                                       | 88                                                        | 64                                                        | 78                                                        | 89                                                        | 96                                                        | 130                                                       | 152                                                       | 192                                                       | 267                                                       | 337                                                       | 432                                                       | 468                                                       | 546                                                       | 640                                                       | 710                                                       | 725                                                       | 796                                                       |
| 아시아 | 태국           | 10                                                        | 12                                                        | 19                                                        | 50                                                        | 90                                                        | 115                                                       | 161                                                       | 185                                                       | 223                                                       | 264                                                       | 259                                                       | 238                                                       | 225                                                       | 250                                                       | 274                                                       | 309                                                       | 279                                                       | 264                                                       | 330                                                       | 360                                                       | 401                                                       | 494                                                       | 523                                                       | 507                                                       | 539                                                       |
| 아시아 | 베트남         | 8                                                         | 13                                                        | 19                                                        | 27                                                        | 28                                                        | 32                                                        | 36                                                        | 37                                                        | 39                                                        | 45                                                        | 55                                                        | 46                                                        | 45                                                        | 52                                                        | 55                                                        | 90                                                        | 150                                                       | 181                                                       | 232                                                       | 276                                                       | 327                                                       | 349                                                       | 377                                                       | 381                                                       | 411                                                       |
| 아시아 | 인도네시아     | 25                                                        | 29                                                        | 42                                                        | 62                                                        | 82                                                        | 84                                                        | 116                                                       | 120                                                       | 117                                                       | 107                                                       | 121                                                       | 125                                                       | 127                                                       | 97                                                        | 121                                                       | 138                                                       | 149                                                       | 160                                                       | 191                                                       | 239                                                       | 280                                                       | 340                                                       | 330                                                       | 408                                                       | 337                                                       |
| 아시아 | 인도           | 13                                                        | 14                                                        | 15                                                        | 20                                                        | 28                                                        | 35                                                        | 40                                                        | 47                                                        | 62                                                        | 83                                                        | 70                                                        | 70                                                        | 67                                                        | 83                                                        | 79                                                        | 97                                                        | 103                                                       | 115                                                       | 113                                                       | 118                                                       | 131                                                       | 132                                                       | 99                                                        | 80                                                        | 97                                                        |
| 아시아 | 방글라데시     | 11                                                        | 15                                                        | 15                                                        | 17                                                        | 18                                                        | 19                                                        | 20                                                        | 21                                                        | 28                                                        | 29                                                        | 32                                                        | 42                                                        | 48                                                        | 56                                                        | 58                                                        | 59                                                        | 55                                                        | 56                                                        | 56                                                        | 58                                                        | 63                                                        | 65                                                        | 64                                                        | 67                                                        | 8                                                         |
| 아시아 | 필리핀         | 29                                                        | 30                                                        | 35                                                        | 44                                                        | 47                                                        | 48                                                        | 47                                                        | 77                                                        | 86                                                        | 91                                                        | 89                                                        | 77                                                        | 41                                                        | 38                                                        | 39                                                        | 41                                                        | 42                                                        | 37                                                        | 37                                                        | 37                                                        | 39                                                        | 41                                                        | 43                                                        | 48                                                        | 51                                                        |
| 아시아 | 미얀마         | 0                                                         | 0                                                         | 0                                                         | 0                                                         | 0                                                         | 0                                                         | 0                                                         | 0                                                         | 0                                                         | 0                                                         | 1                                                         | 2                                                         | 2                                                         | 2                                                         | 5                                                         | 5                                                         | 6                                                         | 7                                                         | 19                                                        | 30                                                        | 49                                                        | 49                                                        | 48                                                        | 48                                                        | 46                                                        |
| 아시아 | 사우디아라비아 | 0                                                         | 0                                                         | 0                                                         | 0                                                         | <1                                                        | <1                                                        | <1                                                        | <1                                                        | <1                                                        | <1                                                        | <1                                                        | <1                                                        | 1                                                         | 2                                                         | 2                                                         | 2                                                         | 4                                                         | 5                                                         | 9                                                         | 9                                                         | 11                                                        | 12                                                        | 15                                                        | 18                                                        | 21                                                        |
| 아시아 | 대만           | 17                                                        | 45                                                        | 80                                                        | 34                                                        | 22                                                        | 15                                                        | 22                                                        | 16                                                        | 10                                                        | 8                                                         | 11                                                        | 13                                                        | 6                                                         | 5                                                         | 5                                                         | 7                                                         | 9                                                         | 9                                                         | 10                                                        | 9                                                         | 10                                                        | 8                                                         | 8                                                         | 7                                                         | 5                                                         |
| 아시아 | 말레이시아     | <1                                                        | <1                                                        | 1                                                         | 1                                                         | 2                                                         | 2                                                         | 3                                                         | 3                                                         | 4                                                         | 6                                                         | 7                                                         | 8                                                         | 10                                                        | 10                                                        | 12                                                        | 16                                                        | 27                                                        | 26                                                        | 26                                                        | 31                                                        | 33                                                        | 35                                                        | 35                                                        | 51                                                        | 69                                                        |
| 아메리카 | 브라질         | <1                                                        | <1                                                        | <1                                                        | <1                                                        | 1                                                         | 2                                                         | 2                                                         | 2                                                         | 2                                                         | 2                                                         | 2                                                         | 3                                                         | 4                                                         | 7                                                         | 16                                                        | 25                                                        | 40                                                        | 60                                                        | 90                                                        | 76                                                        | 63                                                        | 65                                                        | 65                                                        | 76                                                        | 65                                                        |
| 아메리카 | 에콰도르       | 30                                                        | 44                                                        | 69                                                        | 74                                                        | 70                                                        | 76                                                        | 105                                                       | 113                                                       | 83                                                        | 89                                                        | 106                                                       | 108                                                       | 133                                                       | 144                                                       | 120                                                       | 50                                                        | 45                                                        | 63                                                        | 77                                                        | 90                                                        | 118                                                       | 149                                                       | 150                                                       | 150                                                       | 179                                                       |
| 아메리카 | 멕시코         | <1                                                        | <1                                                        | <1                                                        | <1                                                        | 3                                                         | 4                                                         | 5                                                         | 8                                                         | 12                                                        | 13                                                        | 16                                                        | 13                                                        | 17                                                        | 24                                                        | 29                                                        | 33                                                        | 48                                                        | 46                                                        | 46                                                        | 62                                                        | 90                                                        | 112                                                       | 112                                                       | 130                                                       | 126                                                       |
| 아메리카 | 온두라스       | <1                                                        | 1                                                         | 2                                                         | 3                                                         | 3                                                         | 3                                                         | 4                                                         | 6                                                         | 8                                                         | 9                                                         | 7                                                         | 10                                                        | 9                                                         | 7                                                         | 7                                                         | 8                                                         | 11                                                        | 13                                                        | 17                                                        | 18                                                        | 21                                                        | 27                                                        | 26                                                        | 27                                                        | 15                                                        |
| 아메리카 | 콜롬비아       | <1                                                        | <1                                                        | 1                                                         | 1                                                         | 3                                                         | 6                                                         | 7                                                         | 9                                                         | 7                                                         | 9                                                         | 8                                                         | 5                                                         | 7                                                         | 7                                                         | 9                                                         | 11                                                        | 12                                                        | 14                                                        | 17                                                        | 18                                                        | 19                                                        | 22                                                        | 20                                                        | 18                                                        | 18                                                        |
| 아메리카 | 베네수엘라     | 0                                                         | 0                                                         | 0                                                         | <1                                                        | <1                                                        | <1                                                        | 1                                                         | 1                                                         | 1                                                         | 2                                                         | 3                                                         | 4                                                         | 5                                                         | 5                                                         | 6                                                         | 9                                                         | 11                                                        | 12                                                        | 14                                                        | 23                                                        | 18                                                        | 21                                                        | 18                                                        | 16                                                        | 10                                                        |
| 이탤릭체로 표기된 수치는 식량농업기구 데이터베이스의 생산 견적을 가리킨다. 굵은 숫자는 주목할만한 질병 유행 사건을 가리킨다. |                |                                                           |                                                           |                                                           |                                                           |                                                           |                                                           |                                                           |                                                           |                                                           |                                                           |                                                           |                                                           |                                                           |                                                           |                                                           |                                                           |                                                           |                                                           |                                                           |                                                           |                                                           |                                                           |                                                           |                                                           |                                                           |

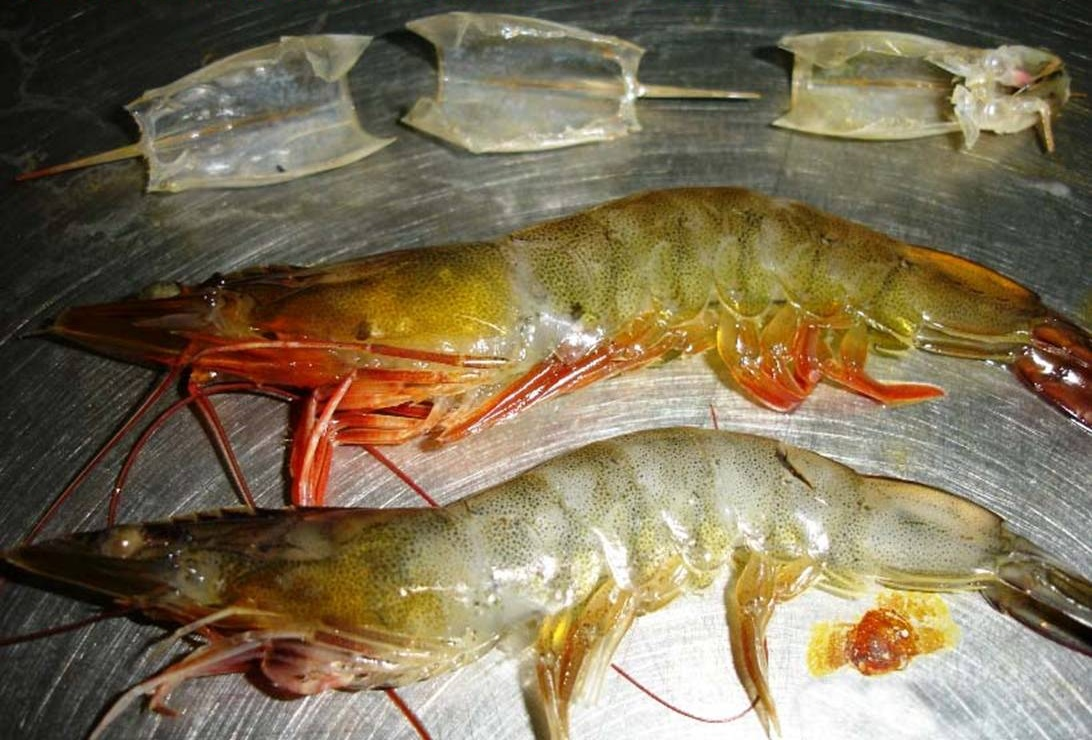
위에서 밑으로: 흰다리새우의 껍데기 조각들, 사이즈 66의 (17그램) 건강한 수확된 흰다리새우, 타우라바이러스(TSV)에 감염된 죽은 흰다리새우. 건강한 새우의 색깔은 플랑크톤의 색깔, 웅덩이 밑바닥의 토양의 종류, 사용된 영양제에 따라 결정된다. 맨 밑의 새우의 창백한 색깔은 타우라바이러스에 의한 것이다.

질병 문제는 반복적으로 새우 생산에 부정적인 영향을 미쳐왔다. 1993년에 양식 대하가 절멸에 가까운 피해를 입은 후, 96~97년에 태국에서, 반복적으로 에콰도르에서 바이러스성 전염병이 유행하여 나라 당 생산량이 크게 줄었다. 에콰도르에서는 1989년 (IHHN), 1993년 (타우라), 1999년 (흰점) 에 생산량이 크게 줄어들었다. 새우 양식장의 생산량에 영향을 끼치는 또다른 이유는 화학물질이나 항생제에 오염된 새우의 수입을 허용하지 않는 수입국의 규제다.
80년대와 대부분의 90년대에 새우 양식은 고소득을 보장했다. 저밀도 양식장에 필요한 투자는 낮았고, 특히 땅값과 임금이 낮은 지역에서 그랬다. 많은 열대 국가, 특히 가난한 국가에서는 새우양식 가난한 해안 지대의 주민들에게 일자리와 수입을 제공하는 매력적인 사업이었고, 이는 새우의 높은 시중가 덕택이었으며, 많은 개발도상국에게 무시할 수 없는 외화 벌이 수단이 되었다. 많은 새우 양식장들이 초반에 세계 은행의 투자를 받거나 지역 정부의 상당한 양의 보조금을 받았다.
경제적인 환경은 1990년대 후반에 바뀌었다. 정부와 양식업자는 NGO와 소비국들의 무역 관행을 비판하는, 점점 거세지는 압력에 직면했다. 국제 무역은 항생제를 함유하는 새우에 대한 소비국가들의 수입금지와, 그물에 거북보호장치를 사용하지 않는 태국의 새우 '어부'에 압력을 가하는 수단으로 행해진 2004년의 미국의 태국 새우 수입 금지, 2년 뒤에 미국에서 대부분의 생산국가에 10%의, 중국에 112%의 반덤핑 관세를 부과하도록 한 2002년에 미국의 새우 어부들이 전 세계의 새우 양식업자들을 대상으로 자행한 '반덤핑' 조치와 같은 갑작스러운 장애물에 직면했다. 질병은 심각한 경제적인 손실을 야기했다. 새우 양식업이 바나나와 석유와 함께 주요 수출 부문을 구성하는 에콰도르에서 1999년에 발발한 백점병은 13만 명의 노동자들을 실직시켰다. 엎친 데 덮친 격으로 2000년에 새우 가격이 폭락했다. 양식업자들은 이러한 상황에 직면에 천천히 양식방식을 향상할 필요가 있다는 것에 동의하고 있으며, 정부 차원에서 양식산업을 좀 더 엄격하게 규제하게 되었고, 이러한 방식으로 고성장의 시기에 무시되었던 어떤 외부비용을 받아들이게 되었다.

### 사회경제적인 양상
새우 양식은 막대한 고용 창출의 기회를 제공하여 적절히 관리되면 많은 지역에서 지역 연안 인구의 가난을 완화하는 데 도움을 줄 수 있었다. 이러한 주제에 대해 출판된 문헌 사이에는 큰 차이가 있었고, 이용 가능한 데이터의 대부분은 일화적인 성격을 가졌다. 새우 양식장의 노동 강도는 같은 영역을 논으로 활용할 때에 비해 삼분의 일에서 세 배에 달하는 것으로 평가되었는데, 지역과 양식장의 종류에 따라 크게 달랐다. 일반적으로 집약적 새우 양식은 조방 양식보다 단위 면적 당 더 많은 노동자를 고용한다. 조방적 새우 양식은 더 많은 토지를 차지하며 보통 농경이 불가능한 지역에 위치한다. 이것들이 전부 새우 양식에서 독점적이지 않지만, 먹이 생산이나 저장, 취급, 거래 회사들과 같은 보조 산업도 무시할 수 없다.
새우 양식업 노동자들은 보통 다른 곳에서 일할 때보다 더 많은 월급을 받을 수 있다. 전세계를 대상으로 한 연구에 따르면, 새우 양식장 노동자들이 다른 직종보다 1.5배에서 3배나 많은 소득을 얻을 수 있다. 인도에서 이루어진 연구는 평균적으로 1.6배의 소득을 얻는다고 보고했으며, 멕시코에서의 보고서는 새우 양식장에서 제일 임금을 짜게 받는 사람이 국가 전체의 평균 임금의 122%를 받는다고 서술하였다.
NGO들은 대부분의 이윤이 현지인들이 아니라 대기업들에 흘러간다고 빈번히 비판한다. 대기업들이 대부분의 새우 양식장을 소유하는 에콰도르같은 나라들에서는 옳을 수 있지만, 모든 나라가 그렇지는 않다. 예를 들어 태국에서는 먹이 생산업체에서 음식 생산업체, 무역업체에 이르는 새우양식 관련 업계가 수직통합을 하는 경향이 있긴 하지만, 대부분의 양식장이 작은 현지 기업가들의 소유 아래 있다. 1994년의 연구는 태국의 농부들이 업종을 벼 농사에서 새우 양식으로 바꿔 수입이 열 배로 증가할 수 있었다고 보고하였다. 2003년부터 인도에서 이루어진 연구는 안드라프라데시 주의 동고다바리 구의 새우 양식업계에서 비슷한 상황을 목도했다.
현지민들이 새우양식으로 이윤을 얻을 수 있을지의 여부는 충분히 숙련된 사람들을 채용할 수 있는지에도 달려있다. 조방형 양식은 사람들을 수확 기간에만 일시적으로 채용하는 경향이 있으며, 새우 수확에는 별 숙달이 필요하지 않다. 에콰도르에서는 이러한 역할을 대부분 이민 노동자들이 맡는다고 알려져 있다. 좀 더 집약적인 양식장은 숙련된 사람들을 상시적으로 고용할 필요가 있다.

### 판매
새우는 상업화를 위해 등급이 매겨지고 다양하게 분류되어 다양한 형태로 판매된다. 완전한 형태의 새우에서 껍질과 내장이 제거된 것까지, 모든 형태를 상점에서 구매할 수 있다. 크기에 따라, 마리 당 무게에 따라 일괄적으로 등급이 매겨지며 더 무거운 새우에 높은 가격이 매겨진다.

## 생태적인 영향

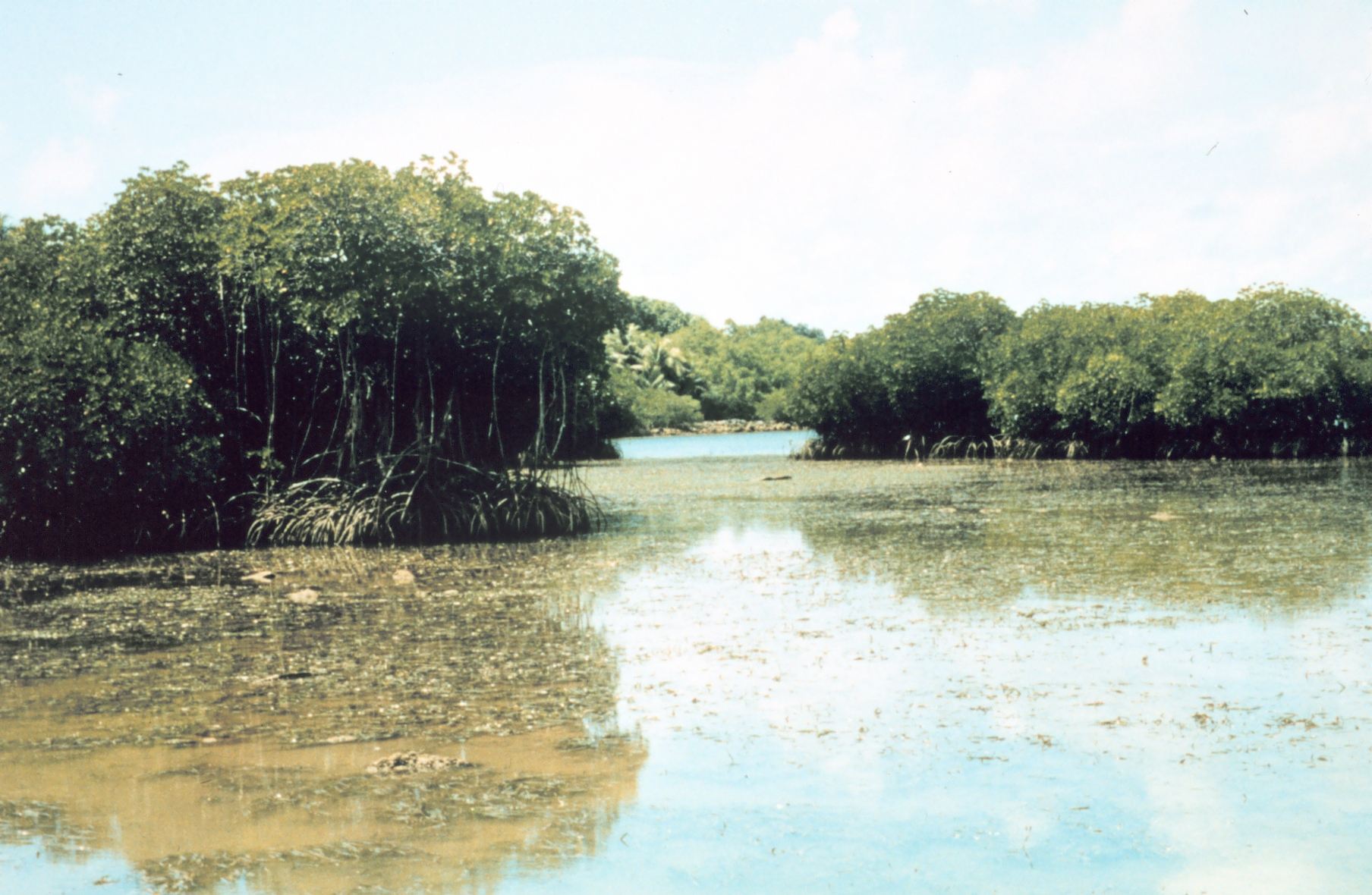
맹그로브 하구는 다양한 동식물의 서식지가 된다.

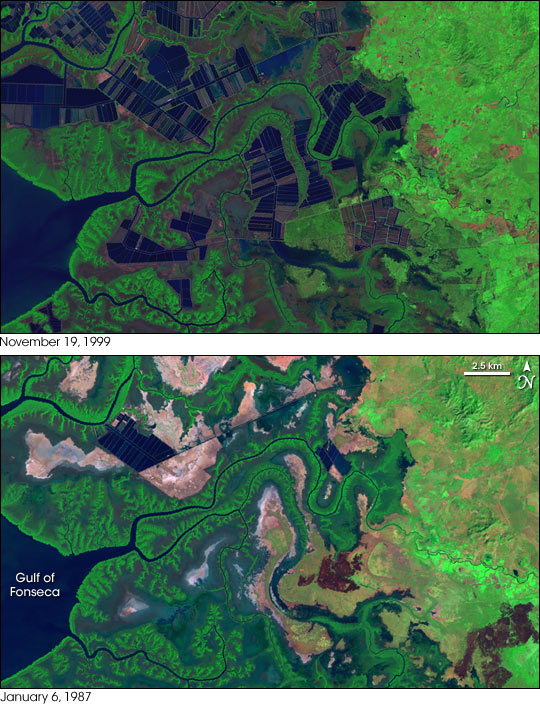
두 가색상 이미지는 1987년과 1999년 사이에 온두라스의 태평양 해변의 자연적인 맹그로브늪이 새우양식장으로 광범위하게 대체되는 모습을 보여준다. 새우 양식장은 직사각형의 열의 형태로 보인다. 밑의 1987년의 사진에서는, 맹그로브늪이 강들의 어귀를 가로지른다. 그 때에도 이미 왼쪽에 보이다시피 새우 양식장이 하나 있었다. 위의 1999년의 사진에서는, 대부분의 영역이 사각형의 새우 웅덩이로 대체되었다.

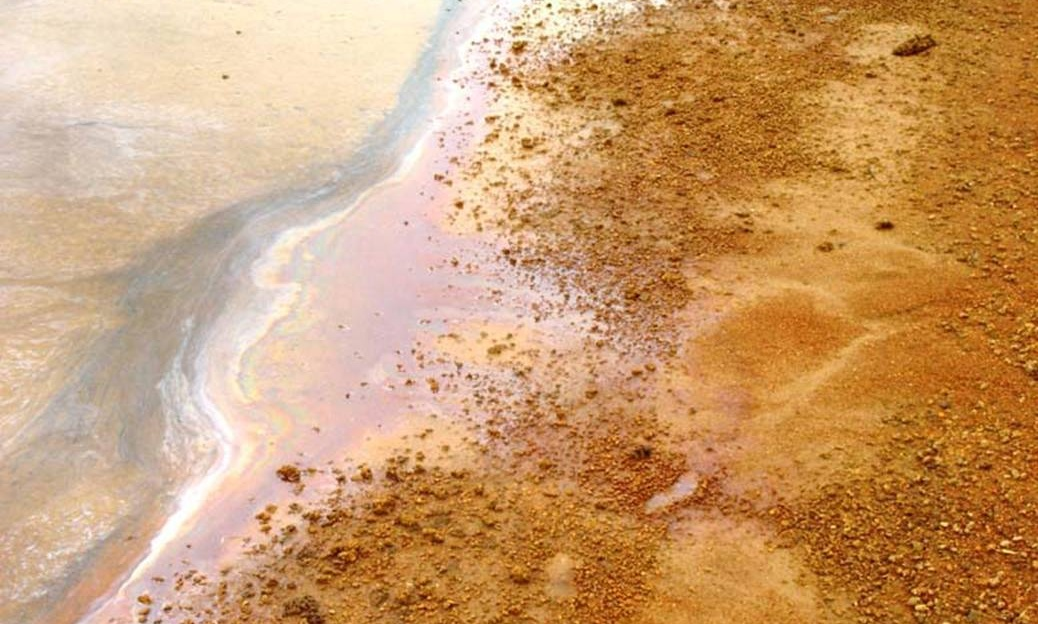
독성을 띄는 슬러지는 인도네시아의 새우 양식장의 양식용 웅덩이의 바닥에서 수확이 끝난 후 천천히 흘러나간다. 촬영된 액체는 토양에 포함된 황철석의 산화로 생성된 황산을 함유한다. 이러한 웅덩이의 오염은 새우의 성장을 방해하고 사망률을 높인다. 플랑크톤의 번식은 급격히 줄어든다. 이러한 맹그로브 숲의 토양과 같은 황산 산성 토양에 만들어진 웅덩이의 물의 산성화에 어느 정도 대응하기 위해 석회처리를 할 수 있다.

조방적 유형에서 초집약적 유형에 이르는 모든 종류의 새우 양식장은 어디에 위치해있던 심각한 생태적인 문제를 불러일으킬 수 있다. 조방 양식의 경우, 넓은 영역의 맹그로브숲이 파괴되어 생물 다양성이 감소한다 80, 90년대에 전 세계의 맹그로브 숲의 35%가 사라졌다. 새우 양식은 이러한 사태의 주요 원인이며, 한 연구에 따르면 전체 원인의 삼분의 일 이상을 차지한다. 다른 연구는 세계적으로 5~10%를 차지한다고 보고했으며, 비율은 지역적으로 굉장히 다양하다. 맹그로브 파괴의 다른 원인들은 인구의 압박, 벌목, 다른 산업으로 인한 오염, 염전과 같은 다른 용도로의 전환 등이 있다. 망그로브는 뿌리를 통해 해안선을 유지하고 퇴적물을 고정시키는 역할을 한다. 망그로브를 제거하면 침식이 뚜렷하게 증가하며 홍수에 대한 방어선이 사라지는 상황에 처한다. 맹그로브 하구 또한 풍요롭고 생산적인 생태계이며 상업적으로 중요한 것들을 포함한 수많은 종류의 물고기들의 산란지 역할을 한다. 많은 국가들은 맹그로브숲을 보호하며 맹그로브 숲이나 조수간만 지역에 새로운 새우 양식장을 건설하는 것을 금한다. 하지만 법의 강제는 자주 문제를 일으키며 방글라데쉬, 미얀마, 베트남과 같은 개발이 아주 덜 된 국가들의 경우 맹그로브숲을 새우 양식장으로 전환하는 일은 미얀마 해안 맹그로브숲과 같은 지역에서 이슈로 남아있다.
집약적 농장은 맹그로브숲에 직접적인 영향을 미치는 것은 적지만 또다른 문제가 있다. 그 영양분이 풍부한 오폐수는 (산업적인 새우 먹이는 급격하게 흩어져, 새우가 먹는 양은 30%에 불과하며, 나머지는 버려지고, 이는 그대로 양식업자의 경제적 손실로 직결된다) 일반적으로 자연환경으로 방출되며, 생태적인 균형을 심각하게 망친다. 이러한 오폐수는 많은 양의 비료, 살충제, 항생제를 함유하여 환경 오염을 유발한다. 게다가 이러한 방식으로 배출된 항생제는 먹이사슬로 흘러들어가 박테리아가 내성을 가지게 될 위험을 증가시킨다. 하지만 수중 박테리아는 육상동물과 관련이 있는 박테리아와는 다르게 인수공통전염병이 아주 드물어, 보고된 건수는 몇 개 밖에 없다.
웅덩이를 오랜 기간 사용하면 밑바닥에 점차 노폐물과 배설물이 축적될 수 있다. 침전물은 기계적으로 제거하거나, 최소한 산성 문제가 없는 곳에서는 건조시킨 다음 갈아엎어 생분해를 노릴 수 있다. 물을 붓는 것만으로는 침전물을 깔끔하게 제거할 수 없으며, 결국 웅덩이는 토양에 염분, 산성, 독성 화학물이 크게 축적되어 다른 어떠한 용도로도 사용할 수 없게 된 쓰레기장이 되어 버려진다. 조방식 양식장의 전형적인 웅덩이는 몇 년 간만 사용할 수 있다. 인도에서 행해진 연구는 이러한 땅을 복구하는 데 30년이 소요된다고 평가했다. 태국은 염류집적 현상으로 인한 농토의 파괴가 심각하게 진행된 나머지 1999년부터 내륙의 새우 양식장을 금지했다. 태국의 연구는 1989년부터 1966년 사이에 태국에서 새우 양식장으로 사용된 토지의 60%가 버려졌다고 평가했다. 이러한 문제의 대부분은 자연적으로 질산염 함유량이 높고 (황산 산성 토양) 배수가 안 되는 맹그로브 영역을 사용하여 야기되었다. 반집약적 양식으로 전환하기 위해서는 토양이 혐기성 환경에서 호기성 환경으로 바뀔 때 산이 형성되는 것을 방지하기 위해 배수가 좀 더 잘 되어야 하며 황화물 (황철석) 함량이 낮아야 한다.
새우 양식 산업의 보편적인 특성은, 그리고 특히 친어와 부화장의 유생을 수출하는 경우, 전 세계적으로 다양한 외래종 새우를 전파할 뿐만 아니라, 새우를 통해 질병을 전세계로 퍼뜨릴 수 있다. 그리하여 수출되는 대부분의 친어는 건강 증명서가 필요하며 그리고/또는 특정한 병원체가 없는 (SPF) 상태를 만족해야 한다. 수많은 단체들이 소비자한테 양식된 새우를 구매하지 말라고 열심히 로비한다. 어떤 단체는 좀 더 지속 가능한 양식 방법의 개발을 지지하기도 한다. 세계은행, 아태지역 양식센터 네트워크 (NACA), 세계 자연 기금, FAO의 공동 프로그램이 1999년 8월에 새우 양식을 위한 향상된 기법을 연구하고 제안하기 위해 설립되었다. 어떤 지속가능한 수출 지향적인 새우 양식을 "생태친화적으로 생산한다" 라고 홍보하려는 시도는 NGO들에게 부정직하고 조그마한 눈속임이라고 비판받고 있다.
하지만 새우 양식 산업은 1999년부터 천천히 변화하고 있다. 예를 들자면 세계은행의 프로그램이 개발한 모범사례 등등이 적용되었다. 이러한 것들을 보조하기 위해 교육 프로그램도 도입되었다. 많은 나라에서 발효된 맹그로브 보호법에 의해, 새로운 양식장들은 대개 반집약적인 형태를 띠며, 맹그로브 숲 바깥의 어떤 곳이든 가장 잘 건설된다. 질병을 좀 더 잘 예방하기 위해, 이러한 양식장에 더더욱 엄격한 환경 통제를 적용하려는 추세가 있다. 오폐수처리는 상당한 주의를 끌었다. 현대적인 새우 양식장은 흔히 침전물이 바닥에 가라앉고 다른 여과물은 걸러지는 오폐수 처리 웅덩이를 보유한다. 이러한 방식은 비싸기 때문에, 세계은행의 프로그램은 어떤 영역에서 저밀도의 다종경작을 제안하기도 한다. 맹그로브 토양은 오폐수를 여과하며 고농도의 질산염을 견딜 수 있다는 게 밝혀졌기 때문에 업계에서는 재식림에도 관심을 가지고 있지만, 이러한 방식으로 복원된 비율은 아직 저조하다. 이러한 제안과 업계의 추세의 장기적인 효과는 아직 확실하게 평가될 수 없다.
2012년에도 여전히 냉동새우 1파운드를 생산하는 과정에서 대기 중에 1톤의 이산화탄소를 더한다고 보고되었는데, 이는 정리된 우림지대에서 같은 무게의 소고기를 생산할 때보다 열 배나 많은 수치이다.
바이오플락 방식(Biofloc)으로 오염물을 최소화할 수 있는데, 미생물이 오염물질을 분해하여 양식장의 물을 갈아줄 필요가 없다. 하지만 미생물은 온도에 민감하기 때문에 별도의 노하우가 필요한 방식이다. 국내에서는 서해수산연구소 소속 장인권 박사가 연구 중이다.

## 사회적인 영향
새우 양식은 많은 경우에 현지의 해안가 인구에 널리 영향을 미친다. 특히 양식업계가 폭발적으로 성장한, 양식 사업이 대부분의 나라에서 제대로 규제되지 않은 80, 90년대에 산업의 폭발적인 성장은 지역적인 인구에 심대한, 때로는 해로운 영향을 끼쳤다. 땅과 물과 같은 공공재를 차지하기 위한 경쟁과, 부의 재분배가 야기한 변화와 같은 두 가지 원인으로 갈등이 생기곤 했다.
토지사용권은 방글라데시와 같은 어떤 지역에서 큰 분쟁을 일으켰다. 새우 양식 산업과 같은 새로운 산업들이 해안 지역에 진출해 이전에는 공공재였던 영역을 독점하기 시작했다. 어떤 지역에서는 새우 양식 산업이 신속하게 확장하여 양식장들이 장벽을 형성해 지역 주민들이 해안가에 접근할 수 없게 되었고 지역 어업에 심각한 타격을 주었다. 엎친 데 덮친 격으로 웅덩이의 염도를 통제하기 위한 담수의 배타적인 사용이 지하수면이 저하되고 염수의 유입으로 인해 민물 대수층의 염수화를 촉진하는 등, 주변 환경을 전혀 고려하지 않은 행동이 공공자원의 질을 심각하게 떨어뜨렸다. 이러한 경험을 바탕으로, 양식장이 많은 국가들은 대개 정부 차원에서 좀 더 엄격한 규제를 도입했으며 이러한 문제를 완화시키기 위해 조치를 취하고 있는데, 예를 들면 용도지역제의 제정 등이 있다. 심지어 멕시코와 같은 후발 주자들은 이러한 문제를 피하기 위해 선제적인 입법을 추진하기도 한다. 멕시코의 상황은 시장이 정부 차원에서 크게 규제된다는 점에서 독특하다. 1990년대 초반에 규제가 완화되었지만, 대부분의 새우 양식장은 여전히 지역 주민들이나 지역 조합 (에히도) 이 소유하고 통제한다.
사회적인 긴장은 사람들 사이의 부의 분포의 변화로 인해 초래된다. 하지만 이러한 현상의 원인은 다양하며 새우 양식만의 문제가 아니다. 부의 분포의 변화는 공동체의 권력 구조의 변화를 초래하는 경향이 있다. 어떤 경우에는 일반 서민들과 자금, 보조금, 허가를 얻어내기 쉬운 지역 엘리트 사이에는 넓은 갭이 있으며, 그래서 새우 양식업자가 되고 더 많은 이윤을 얻어내기 쉽다. 반면 방글라데시에서는 지역 엘리트는 새우 양식을 반대하는데, 도시의 엘리트가 업계를 잡고 있기 때문이다. 소수에게 토지가 집중되는 현상은 특히 토지 소유자가 지역 주민이 아닐 경우에 사회적, 경제적인 문제가 발생할 위험을 높인다는 것이 입증되었다.
일반적으로 멀리 사는 엘리트나 큰 기업 대신 지역 주민들이 새우 양식장을 소유하면 새우 양식이 가장 쉽게 받아들여지고 널리 퍼지며, 지역 공동체에 최대의 이윤을 안겨준다는 것이 밝혀졌는데, 거주지에서 사업을 하자니 지역의 환경을 유지하고 이웃들과 좋은 관계를 가지는 데 신경을 쓰게 되고, 대규모의 부동산을 형성하는 것을 꺼려하기 때문이다.

## 지속가능한 양식
새우 양식이 사회적인 구조를 어지럽혀왔지만, 상업적인 산업과 영세 양식업자가 다 같이 잘 되는 길이 있다. 예를 들어 닫힌 계에서 새우를 양식하는 방식은 미국에서 널리 전파되고 있으며 동남아시아에도 도입되고 있다. 이러한 체계는 실내에 적당한 크기의 수조를 배치해 효율적으로 물을 순환시킨다. 조개류와 같은 여과섭식동물을 투입하기도 하는데, 그렇지 않으면 버려질 수중의 영양소를 먹어서 처리한다. 이러한 방식은 대규모의 고밀도 양식보다 환경적으로 더욱 안전하다. 아쉽게도 이러한 방식은 자본집약적이며 작은 규모의, 영세한 양식업자가 사용하기 힘들다. 하지만 이는 태국의 좀 더 거대한 새우 산업의 훌륭한 대체 방식이 될 수 있다.
또 다른 대체 방식은 전통 방식으로 돌아가 새우를 지나치게 빽빽하게 기르지 않고 해로운 화학물질을 사용하지 않는 것이다. 전통 방식은 공동체를 먹여살리는 소규모의 양식업자나 독립적인 먹을거리를 만들어내는 데 이상적인 선택지일 수 있다. <https://web.archive.org/web/20121119192317/http://mangroveactionproject.org/issues/shrimp-farming/sustainable-alternatives-of-shrimp-aquaculture>

## 참고 문서
- 민물 새우 양식은 바다 새우 양식과 다양한 특징과 문제를 공유한다. 민물 새우 양식만의 문제는 주로 양식되는 큰징거미새우의 생애 발달 주기에서 초래된다.[88] 민물 새우의 연간 국제 생산량은 2003년에 28만 톤에 달했고, 그 중 18만 톤을 중국에서 생산했으며, 인도와 태국이 각각 35,000 톤을 생산하여 뒤를 이었다. 중국은 참게도 37만 톤을 생산한다.[주 6]
- 새우 어업
- 크릴 어업

## 같이 보기
- 새우잡이

### 참고 문헌
- Olivier Avalle; Olivier Millous; Jean-François Virmaux (2003). 《L'élevage de la crevette en zone tropicale》 [Shrimp farming in the tropical zone] (PDF) (프랑스어). Brussels, Belgium: Centre pour le Développement de l'Entreprise. 2006년 6월 30일에 원본 문서 (PDF)에서 보존된 문서. 2016년 12월 24일에 확인함.
- Barraclough, S. & A. Finger-Stich (1996). 《Some Ecological and Social Implications of Commercial Shrimp Farming in Asia》 (PDF). 유엔 Research Institute for Social Development (UNRISD) Discussion Paper #74. 2020년 9월 26일에 원본 문서 (PDF)에서 보존된 문서. 2018년 7월 28일에 확인함.
- Bondad-Reantaso, M. G.; S. E. McGladdery; I. East; R. P. Subasinghe, 편집. (2001). 《Asia Diagnostic Guide to Aquatic Animal Diseases》. FAO Fisheries Technical Paper. 402/2. NACA/FAO. ISBN 92-5-104620-4.
- Claude E. Boyd; John A. Hargreaves; Jason R. Clay (2002). 《Codes of Practice for Marine Shrimp Farming》 (PDF). World Bank/NACA/WWF/FAO Consortium Program on Shrimp Farming and the Environment. 2012년 1월 13일에 확인함.
- Briggs, Matthew; Simon Funge-Smith; Rohana Subasinghe; Michael Phillips (2003). 《Introductions and movement of Penaeus vannamei and Penaeus stylirostris in Asia and the Pacific》. RAP publication. 2004/10. Bangkok: Food and Agriculture Organization.
- DeWalt, Billie R. (May 22–28, 2000). 《Social and Environmental Aspects of Shrimp Aquaculture in Coastal Mexico》 (PDF). Mangrove 2000. Recife, Brazil. 2006년 9월 21일에 원본 문서 (PDF)에서 보존된 문서.
- FIGIS: Data extracted from the FAO Fisheries Global Aquaculture Production Database 보관됨 2005-09-27 - 웨이백 머신 for the seven commonly farmed species plus Pennaeus spp. The most recent data sets are for 2007 and sometimes contain estimates. Last accessed November 19, 2009.
- FAO: GLOBEFISH Shrimp Market Reports; FAO GlobeFish; 2003 – 2005.
- FAO: The State of World Fisheries and Aquaculture, 2008.
- Fitzpatrick, Rob; Bernie Powell; Steve Marvanek (June 9–15, 2006). 《Coastal Acid Sulphate Soils: National Atlas and Future Scenarios》 (PDF). 18th World Congress of Soil Science. CSIRO. October 24, 2007에 원본 문서 (PDF)에서 보존된 문서. October 22, 2007에 확인함.
- FoodMarket: Shrimp Production; data from GlobeFish, 2001. URL last accessed June 23, 2005.
- Global Aquaculture Alliance: Antidumping. URL last accessed August 23, 2005.
- Gulf States Marine Fisheries Commission: Non-Native Species Summaries: Yellowhead Virus (YHV), 2003. URl last accessed June 23, 2005.
- Gulf States Marine Fisheries Commission: Non-Native Species Summaries: White Spot Syndrome Baculovirus Complex (WSBV), 2003. URL last accessed June 23, 2005.
- Hempel, E.; U. Winther; J. Hambrey (2002). 《Can Shrimp Farming Be Undertaken Sustainably?》. World Bank/NACA/FAO/WWF Consortium Program on Shrimp Farming and the Environment.
- Hossain, M. Z. & C. K. Lin (2001). 《Diversified Uses of Abandoned Shrimp Ponds – A Case Study in the Upper Gulf of Thailand》 (PDF). ITCZM Monograph 5. Bangkok, Thailand: Asian Institute of Technology. 2005년 5월 8일에 원본 문서 (PDF)에서 보존된 문서. 2007년 2월 15일에 확인함.
- Indian Aquaculture Authority (April 2001). 《Shrimp Aquaculture and the Environment – An Environment Impact Assessment Report》 (PDF). July 16, 2011에 원본 문서 (PDF)에서 보존된 문서.
- Indian Aquaculture Authority (April 2001). 《Shrimp Aquaculture and the Environment – An Environment Impact Assessment Report》 (PDF). October  9, 2005에 원본 문서 (PDF)에서 보존된 문서.
- ISAN (2000). “Prawn to Trade, Prawn to Consume” (PDF). International Shrimp Action Network. 2005년 11월 3일에 원본 문서 (PDF)에서 보존된 문서. 2007년 8월 20일에 확인함.
- Josueit, H. (October 26–27, 2004). 《An overview on the world shrimp market》 (PDF). Presentation given at World Shrimp Markets 2004. Madrid, Spain: FAO GlobeFish. 2007년 9월 28일에 원본 문서 (PDF)에서 보존된 문서.
- Kumaran, M.; P. Ravichandran; B. P. Gupta; A. Nagavel (2003). “Shrimp farming practices and its socio-economic consequences in East Godavari District, Andhra Pradesh, India – a case study” (PDF). 《Aquaculture Asia》 8 (3): 48–52.
- Lewis, Roy R. III; Michael J. Philipps; Barry Clough; Donald J. Macintosh (2003). 《Thematic Review on Coastal Wetland Habitats and Shrimp Aquaculture》 (PDF). World Bank/NACA/WWF/FAO Consortium Program on Shrimp Farming and the Environment.
- McClennan, Caleb (2004년 2월 2일). 《White Spot Syndrome Virus – The Economic, Environmental and Technical Implications of the Development of Latin American Shrimp Farming》 (학위논문). Tufts University. 2010년 8월 3일에 원본 문서 (PDF)에서 보존된 문서. 2018년 7월 28일에 확인함.
- Network of Aquaculture Centres in Asia-Pacific (NACA); Marine Products Export Development Authority (MPEDA) (2003). 《Shrimp Health Management Extension Manual》 (PDF). India.
- New, Michael B. (2002). 《Farming Freshwater Prawns》 (PDF). FAO Fisheries Technical Paper 428. ISSN 0429-9345.
- 《Manual of Diagnostic Tests for Aquatic Animals 2011》 6판. World Organization for Animal Health (OIE). 2009. ISBN 978-92-9044-758-0. A169. 2018년 7월 24일에 원본 문서에서 보존된 문서. 2018년 7월 28일에 확인함.
- Pérez Farfante, Isabel; Brian F. Kensley (1997). 《Penaeoid and Sergestoid Shrimps and Prawns of the World (Keys and Diagnoses for the Families and Genera)》. Mémoires du Muséum #175. Paris: Muséum national d'Histoire naturelle. ISBN 2-85653-510-0.
- Rönnbäck, Patrik (2001). 《Shrimp aquaculture – State of the art》 (PDF). Swedish EIA Centre Report 1. Uppsala: Swedish University of Agricultural Sciences. ISBN 91-576-6113-8. 2006년 2월 4일에 원본 문서 (PDF)에서 보존된 문서.
- Rönnbäck, Patrik (2003). 《Critical Analysis of Certified Organic Shrimp Aquaculture in Sidoarjo, Indonesia》 (PDF). Swedish Society for Nature Conservation. July 24, 2011에 원본 문서 (PDF)에서 보존된 문서.
- Tacon, Albert G. J. (2002). 《Thematic Review of Feeds and Feed Management Practices in Shrimp Aquaculture》 (PDF). World Bank/NACA/WWF/FAO Consortium Program on Shrimp Farming and the Environment.
- Tanavud, Charlchai; Chao Yongchalermchai; Abdollah Bennui; Omthip Densrisereekul1 (2001). “The expansion of inland shrimp farming and its environmental impacts in Songkla Lake basin” (PDF). 《Kasetsart Journal: Natural Science》 35 (3): 326–343. July 22, 2011에 원본 문서 (PDF)에서 보존된 문서. October 12, 2007에 확인함.
- Valiela, Ivan; Bowen, Jennifer L.; York, Joanna K. (2001). “Mangrove forests: one of the world's threatened major tropical environments” (PDF). 《BioScience》 51 (10): 807–815. doi:10.1641/0006-3568(2001)051[0807:MFOOTW]2.0.CO;2.
- van Wyk, Peter; M. Davis-Hodgkins; R. Laramore; K. L. Main; J. Mountain; J. Scarpa (1999). 《Farming Marine Shrimp in Recirculating Freshwater Systems》. Harbor Branch Oceanographic Institution. 2007년 7월 13일에 원본 문서에서 보존된 문서.
- Wilkinson, Simon (2002). “The use of lime, gypsum, alum and potassium permanganate in water quality management” (PDF). 《Aquaculture Asia》 2 (2): 12–14.
- World Bank; NACA; WWF; FAO (2002). 《Shrimp Farming and the Environment. A World Bank, NACA, WWF and FAO Consortium Program "To analyze and share experiences on the better management of shrimp aquaculture in coastal areas"》 (PDF). Synthesis report. Work in Progress for Public Discussion. Published by the Consortium. 119 pages. 2012년 1월 13일에 확인함.